# Гвоздика, лілія, лілія, троянда
«Гвоздика, лілія, лілія, троянда» (англ. Carnation, Lily, Lily, Rose) — картина американського художника Джона Сінгера Сарджента, відома також під назвою «Китайські ліхтарики». Була написана у 1885–1886 роках, експонується в галереї Тейт Британія, Лондон.

## Історія створення
Ідея картини прийшла до Сарджента в серпні 1885 року коли він подорожував по Темзі в Беркширі з американським художником Едвіном Остіном Еббі. Під час прогулянки він побачив китайські ліхтарики, що висіли серед дерев і лілій. Художник почав писати картину восени 1885 року, коли гостював у свого друга Френсіса Міллета в Бродвеї, Вустершир. Він писав Роберту Льюїсу Стівенсону, що хотів передати побачений ним ефект сутінків:
|  | такий неймовірно райський вид примушує захоплюватися Оригінальний текст (англ.) [a most paradisiac sight [that] makes one rave with pleasure] Помилка: [undefined] Помилка: {{Lang}}: немає тексту (допомога): не вказано код мови (допомога) |

Спочатку моделлю була п'ятирічна дочка господаря будинку Катаріна, але невдовзі її замінили доросліші Дороті і Поллі Барнард, дочки друга Мілле ілюстратора Фредеріка Барнарда. Сарджент вибрав їх через світлий колір волосся, крім того вік дівчаток робив їх більш терплячими моделями. Зліва на картині зображена одинадцятирічна Доллі, а праворуч — семирічна Поллі. Художник зробив багато попередніх начерків дівчат, можливо більше, ніж для будь-якої іншої своєї роботи.
Сарджент працював над цією картиною у традиціях імпресіоністів, використовуючи природне світло і на відкритому повітрі. Він хотів зобразити композицію освітлену заходом сонця, тому міг писати тільки кілька хвилин наприкінці дня. Таким чином робота над полотном затягнулася, і у цей рік тривала з вересня до початку листопада. Поступово троянди в'янули, їх довелося замінювати штучними квітами, що кріпилися до кущів. Під сукні, що зображені на картині, дівчатка надягали светри.
Свідок створення картини письменник Едмунд Госс так описав цей процес: «Він [Сарджент] відходив від мольберта, уважно вдивлявся в освітлений світлом китайських ліхтариків вечірній сад, а потім, помітивши щось важливе для себе, негайно кидався до полотна, щоб нанести на нього кілька мазків фарби».
Коли прийшли холоди і зміни у природі, Сарджент був змушений зупинити роботу і повернутися до полотна наступного року. Робота над картиною була завершена у вересні 1886 року.
Назва взята з популярної у 1880-х роках пісні «Вінок». Сарджент і його оточення часто співали її навколо рояля. У приспіві пісні задається питання: «Не чи проходила моя Флора цією дорогою?», у відповідь говориться — «Гвоздика, лілія, лілія, троянда».

## Критика
Сарджент переїхав з Парижа до Лондона у 1885 році частково з кар'єрних причин, а частково тому, що представлений публіці «Портрет мадам X» викликав чималий скандал. Прийом який він отримав у британських артистичних колах теж не можна було назвати теплим. Його картини називали «ексцентричним» і «офранцуженими». Саме в такій ворожій атмосфері Сарджент виставляв картину «Гвоздика, лілія, лілія, троянда» у 1887 році на виставці Королівської академії мистецтв. Картину і хвалили і лаяли, однак багато говорить про картину не що, а скільки про неї говорили. Академія придбала картину для галереї Тейт майже одразу після закінчення виставки, в основному за наполяганням президента Королівської академії сера Фредеріка Лейтона. Портрет місіс Барнард пензля Сарджента, зроблений в той же час, що й «Гвоздика, лілія, лілія, троянда» також знаходиться в галереї Тейт.